# Stazione di Koide
La stazione di Koide (小出駅?, Koide-eki) è una stazione ferroviaria della città di Uonuma, nella prefettura di Niigata della regione del Tōhoku, in Giappone. Presso questa stazione passa la linea Jōetsu, ed è capolinea per la linea Tadami della JR East.

## Linee e servizi
East Japan Railway Company
■ Linea Jōetsu
■ Linea Tadami

## Struttura
La stazione è dotata di due marciapiedi a isola e uno laterale con cinque binari totali. È presente una biglietteria presenziata, aperta dalle 7:00 alle 17:00, servizi igienici e altri servizi.
| 1   | ■ Linea Jōetsu | per Nagaoka, Niigata                    |
| 2   | ■ Linea Jōetsu | binario di servizio                     |
| 3   | ■ Linea Jōetsu | per Urasa, Echigo-Yuzawa e Minakami     |
| 4-5 | ■ Linea Tadami | per Ōshirakawa, Tadami e Aizu-Wakamatsu |

## Galleria d'immagini

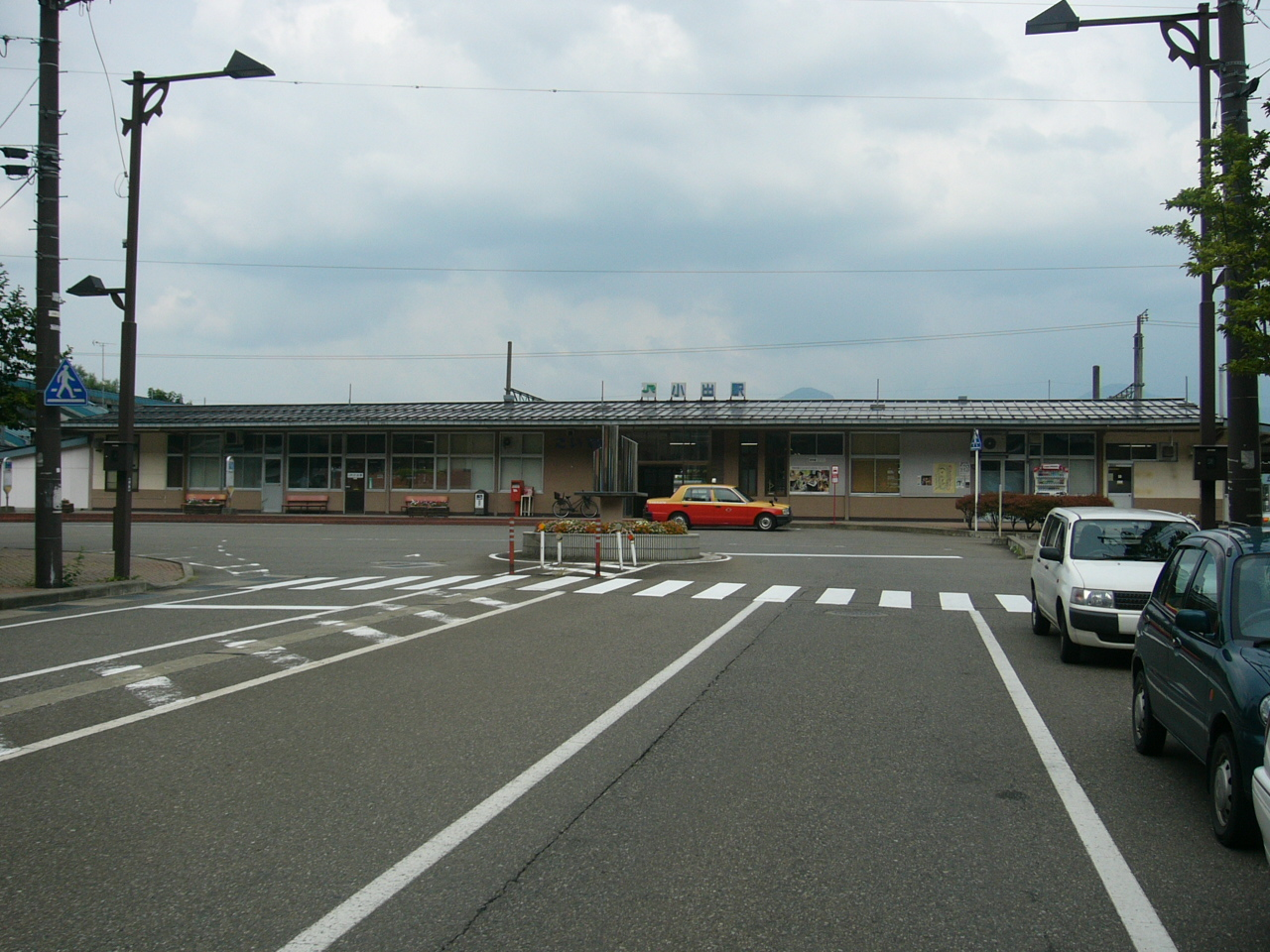
Vecchio edificio della stazione（Agosto 2006）
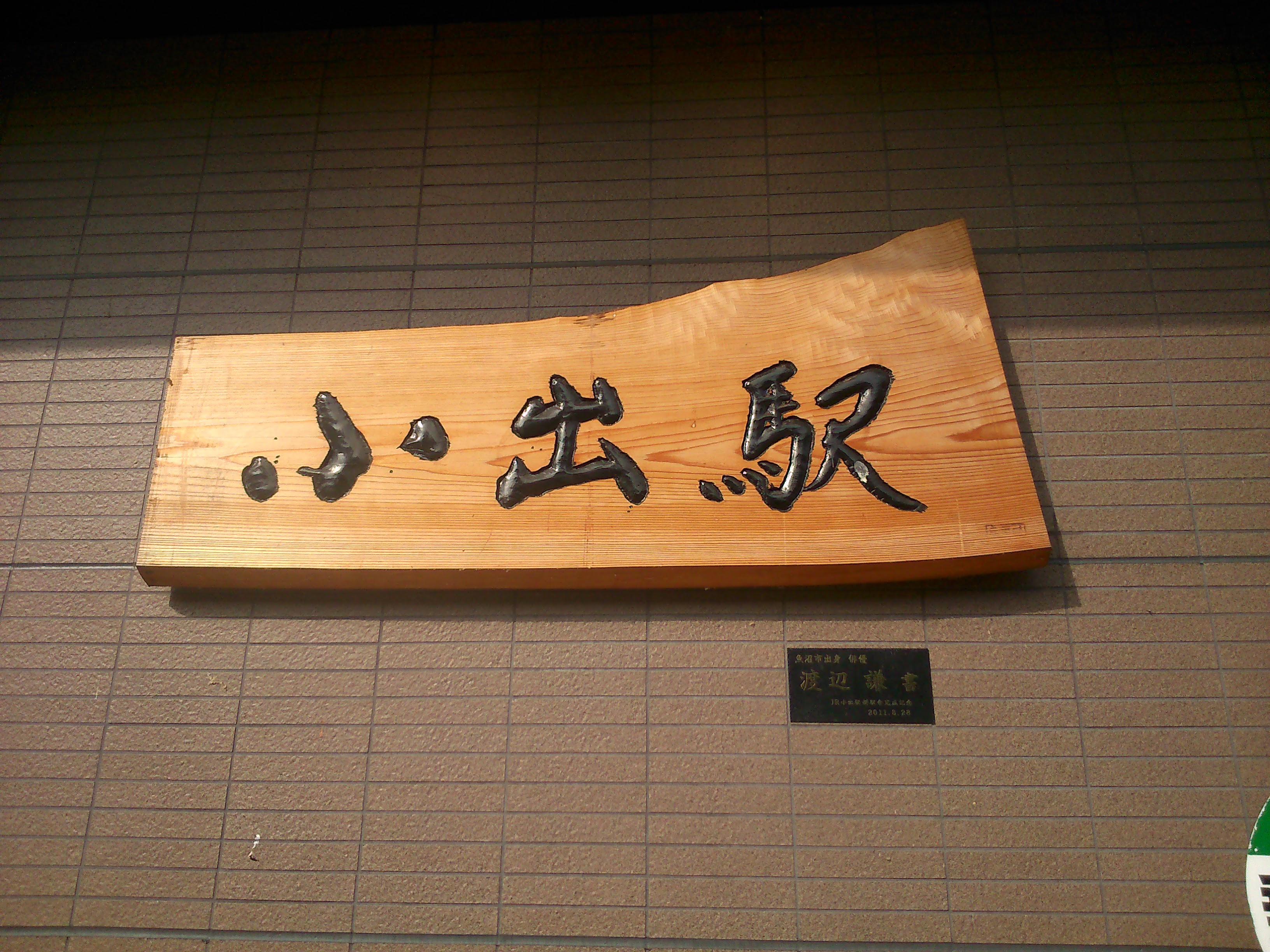
Visualizzazione del nome della stazione
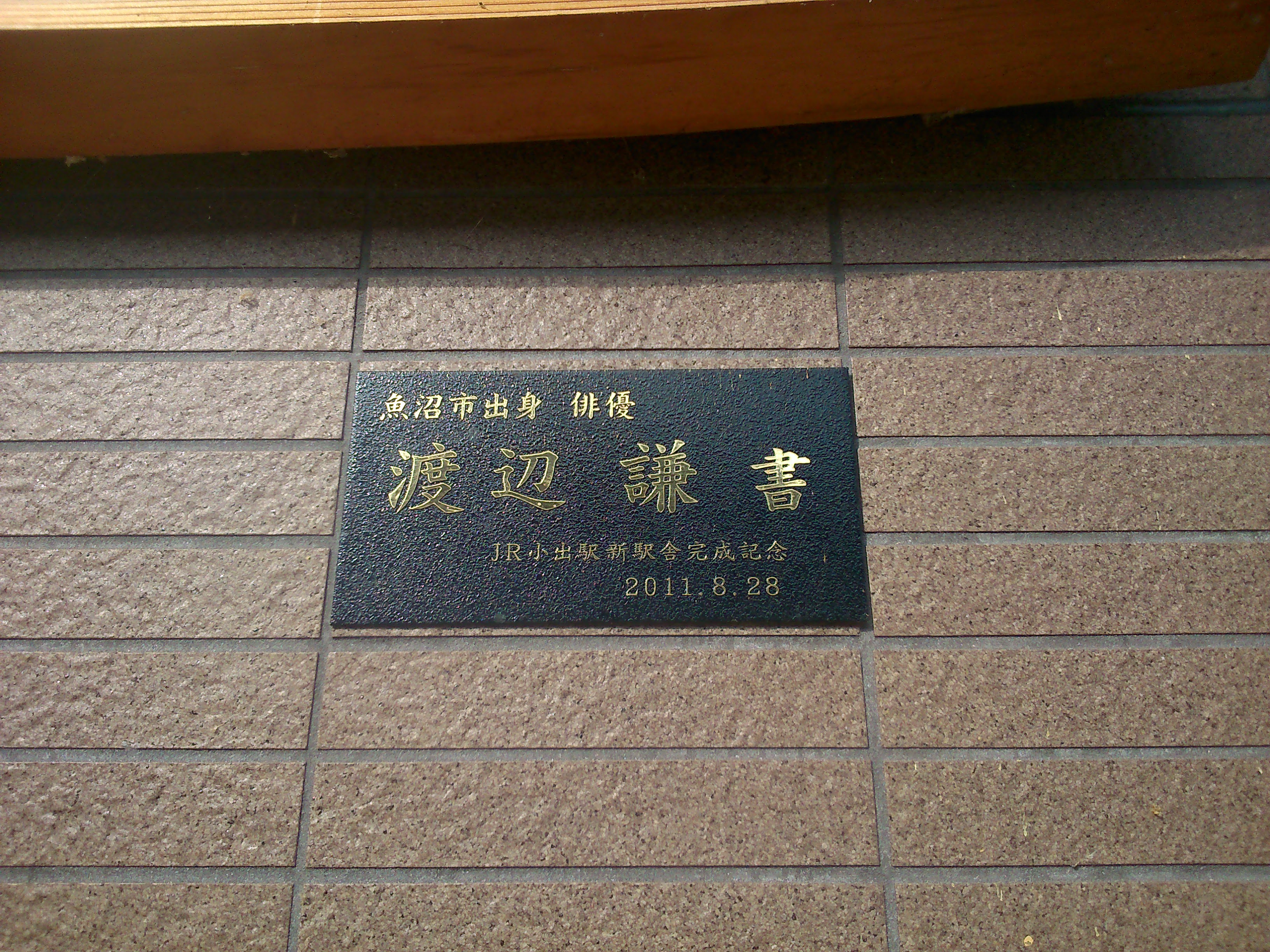
Un'indicazione che l'attore cinematografico di Hollywood Watanabe Ken ha scritto
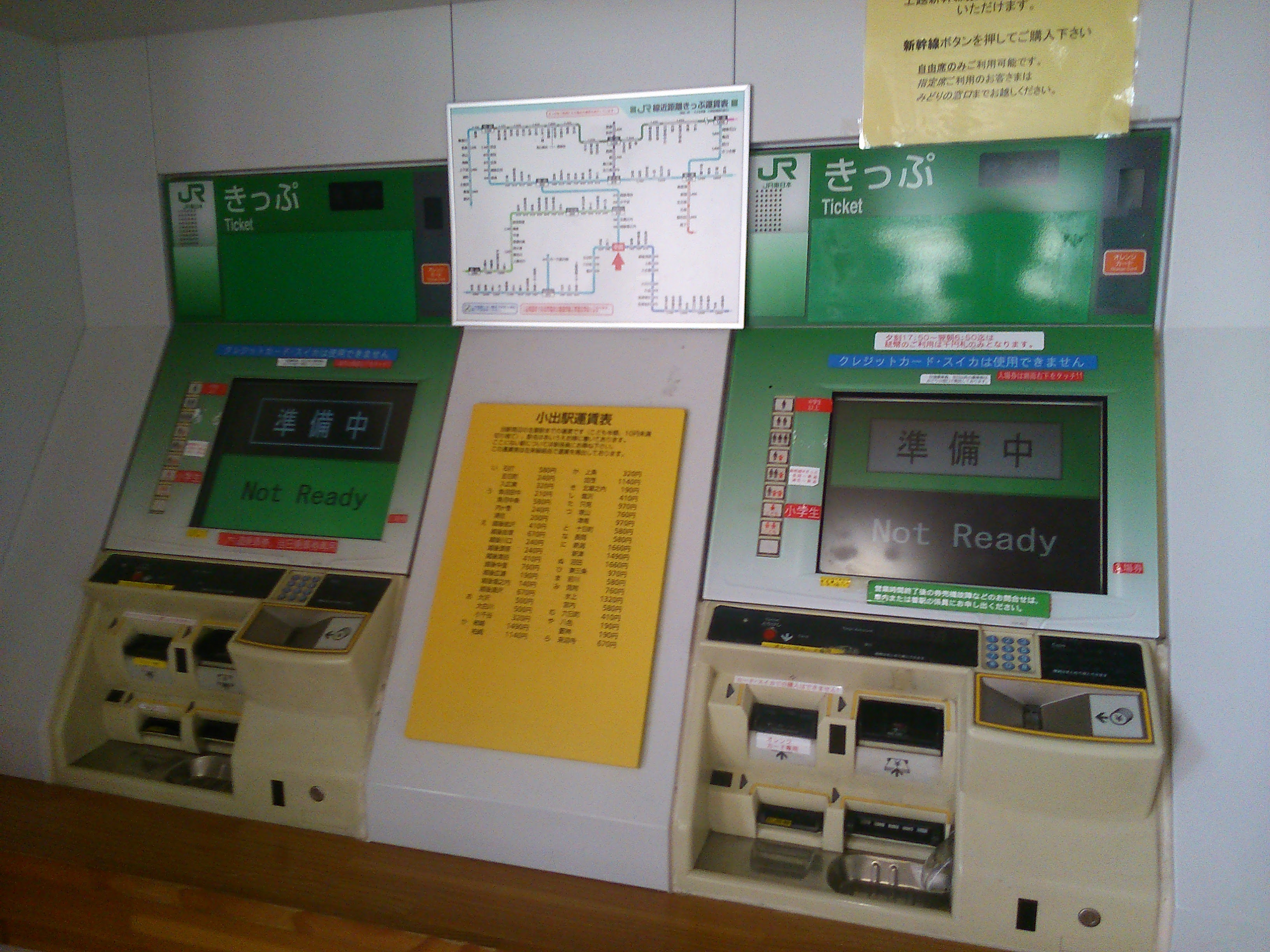
Distributore automatico di biglietti di tipo touch panel
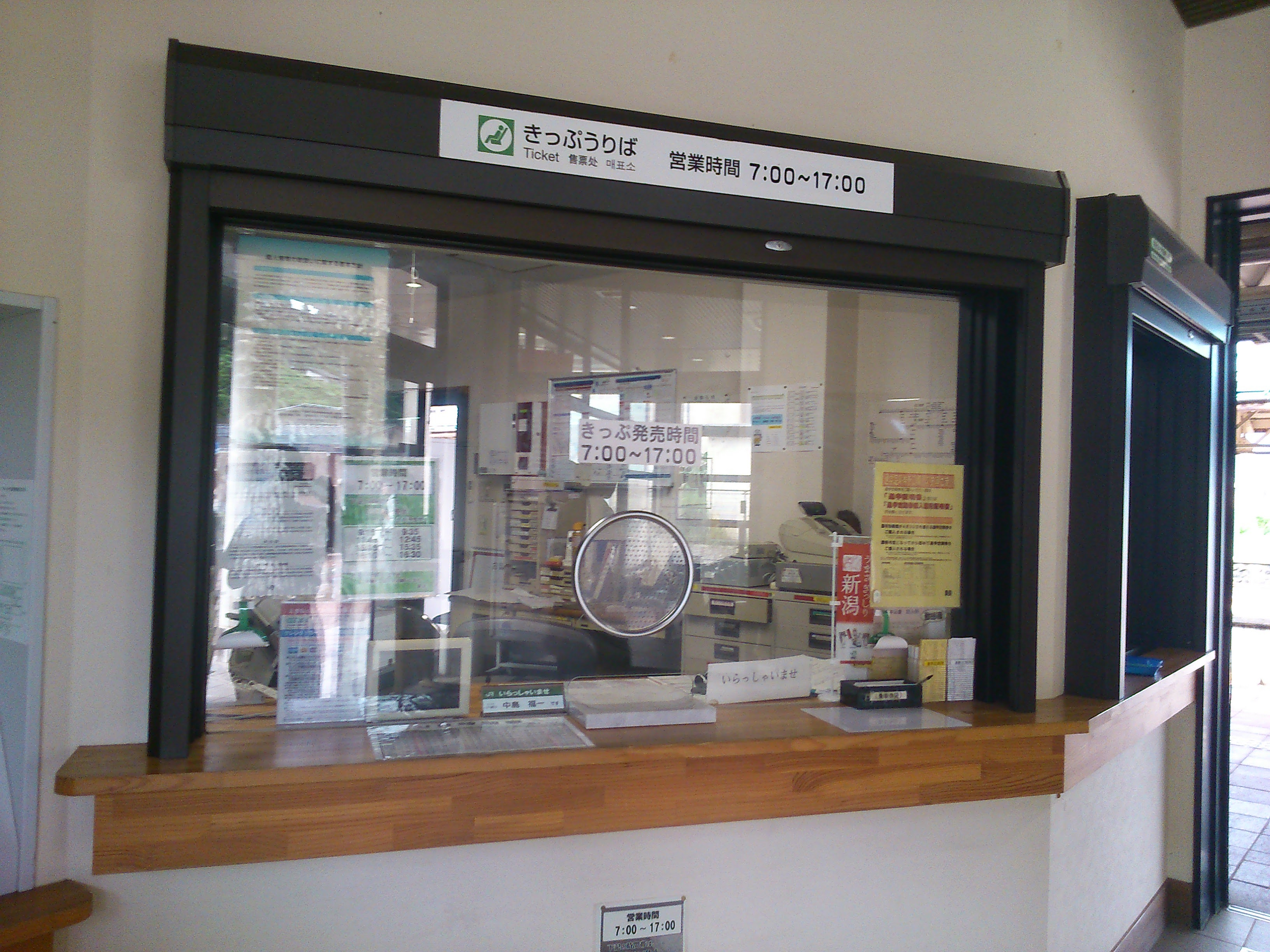
（Sinistra）Finestra Midori・Porta del biglietto（a destra）
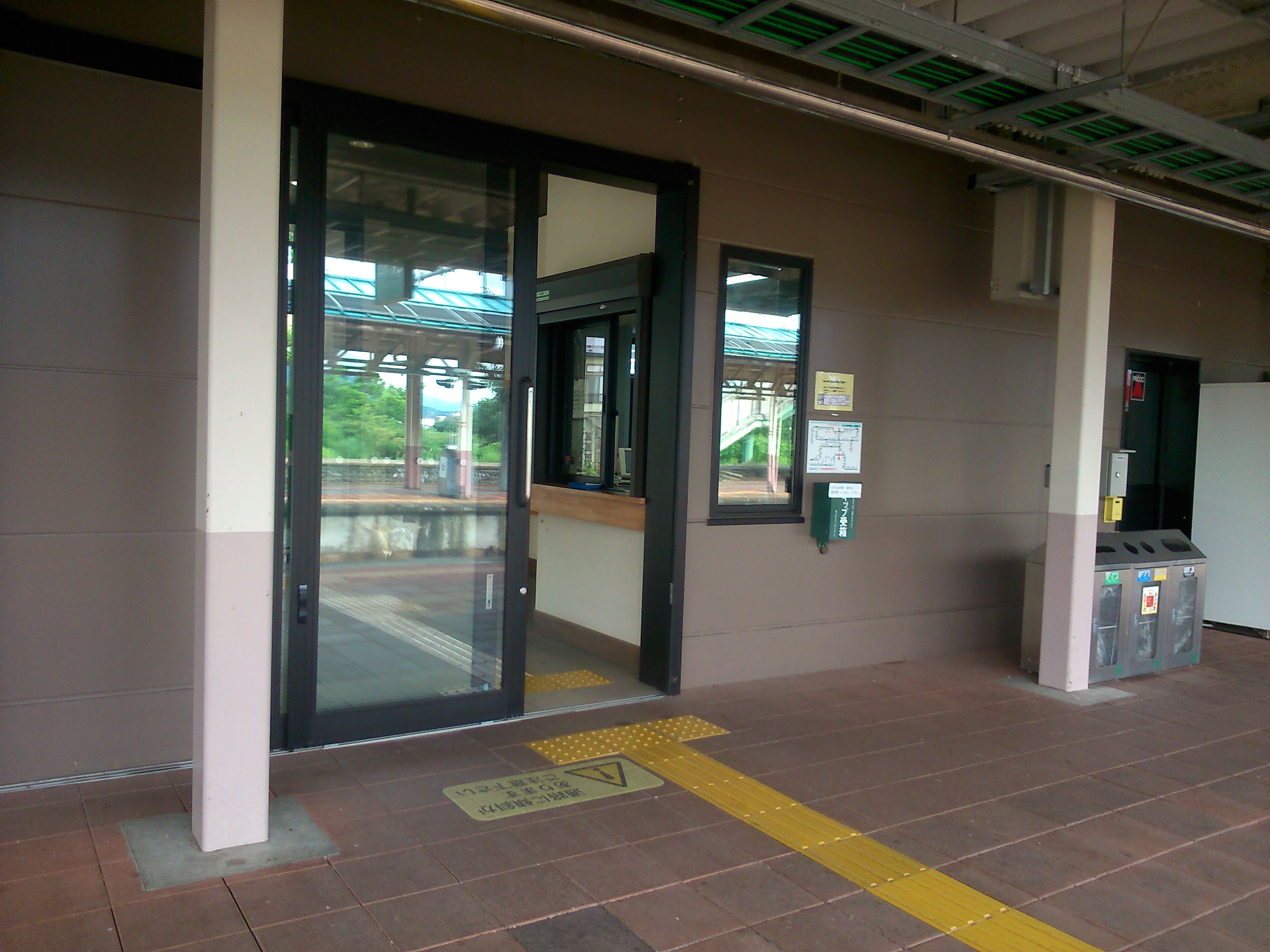
Cancello del biglietto
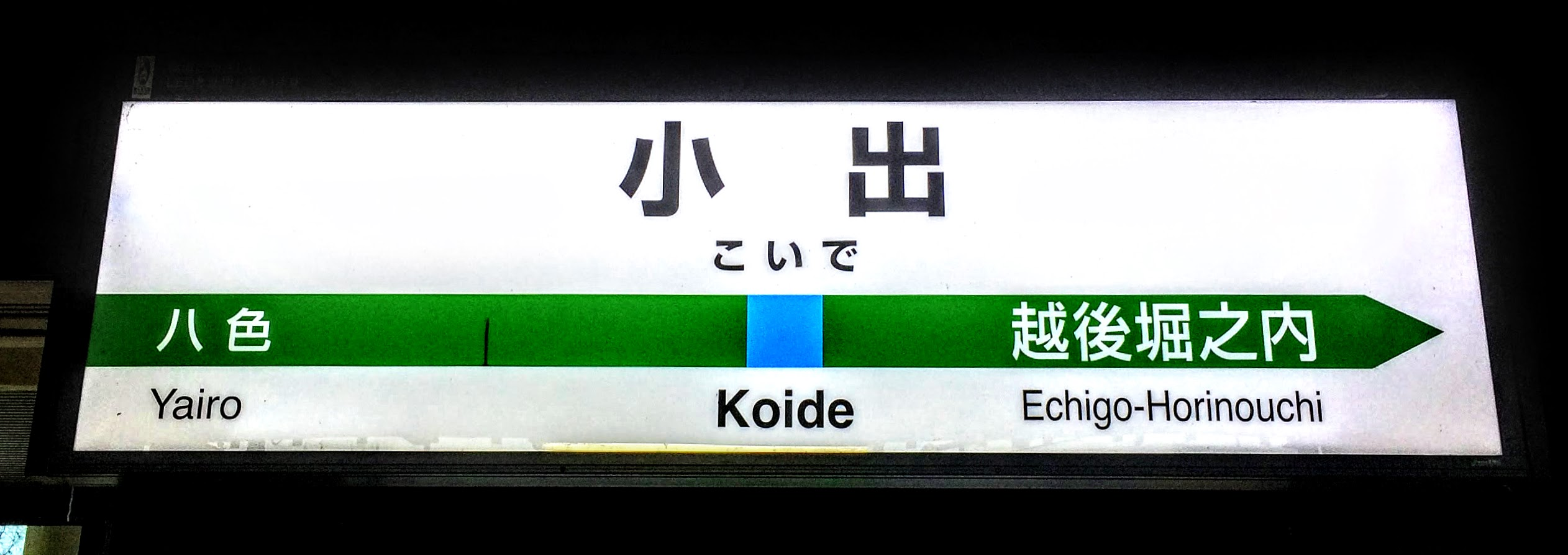
Etichetta del nome della stazione（Il LED è usato come fonte di luce）
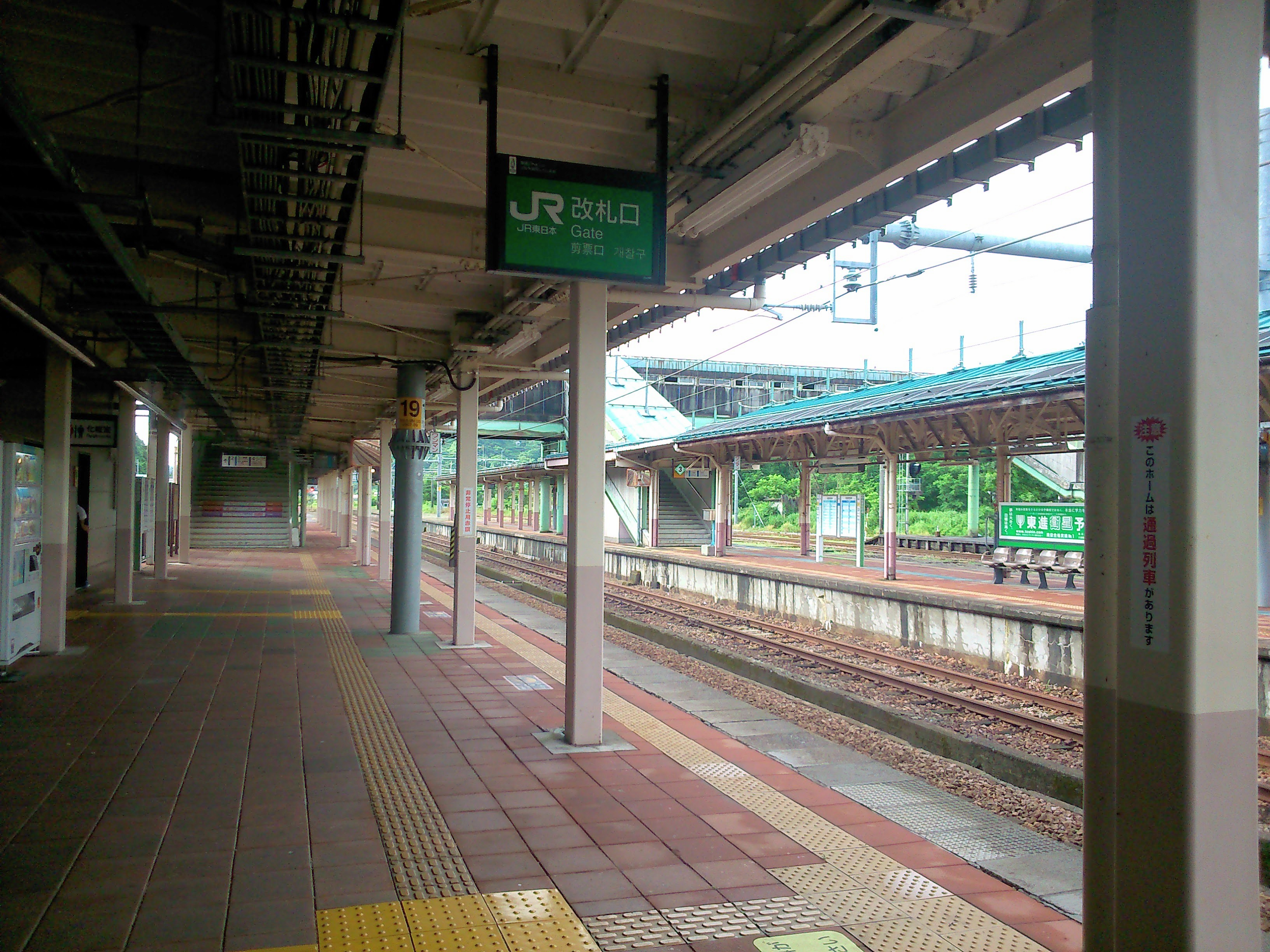
Sulla piattaforma
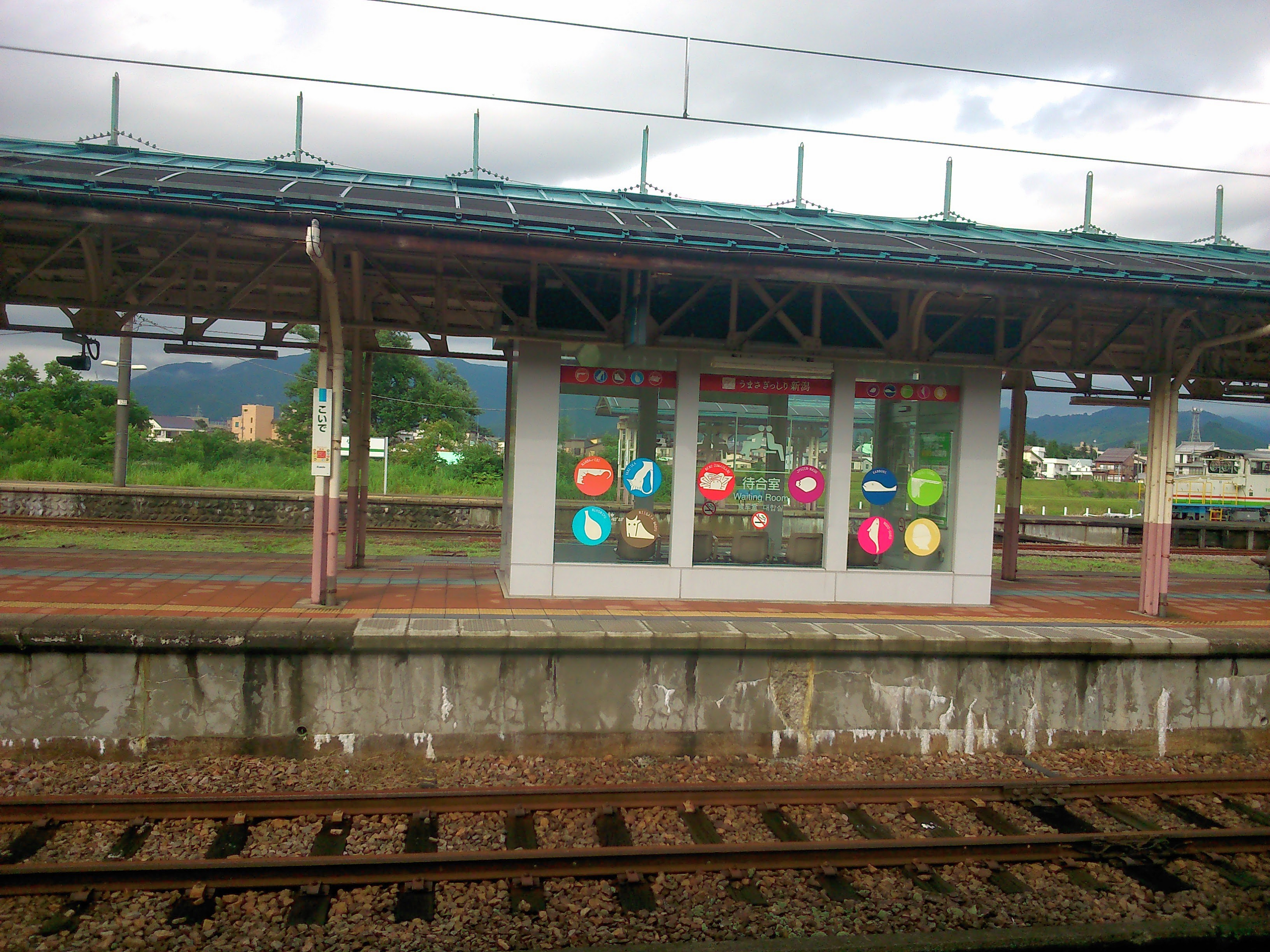
Sala d'attesa

## Stazioni adiacenti
| «            | Servizio     | »                 |
| Linea Jōetsu | Linea Jōetsu | Linea Jōetsu      |
| ------------ | ------------ | ----------------- |
| Yairo        | -            | Echigo-Horinouchi |
| Linea Tadami |              |                   |
| Yabukami     | -            | Capolinea         |